# João Dias (football)
Pour les articles homonymes, voir João Dias et Antunes.
João Manuel Antunes Dias est un footballeur portugais né le 23 décembre 1986 à Braga. Il évolue au poste de défenseur.

## Biographie
João Dias est formé au FC Porto, club avec lequel il devient champion du Portugal des U17. Ceci lui vaut de participer au championnat d'Europe des moins de 17 ans en 2003 qu'il remporte avec le Portugal. 
Malgré son expérience, sa carrière ne décolle pas. Il est en contrat avec l’Académica de Coimbra jusqu’en juin 2014.
En juillet 2014, il signe avec Boavista pour le retour du club parmi l'élite. Après un début encourageant, où il est nommé capitaine de l'équipe, il est confronté à l'éclosion de Brayan Beckeles à ce poste, Petit décide de ne pas conserver João Dias pour la saison suivante en Liga NOS.
En juillet 2015, il fait son retour aux Açores en signant de nouveau à Santa Clara en Ligue Orangina.

## Statistiques en joueur
| Saison                | Club                  | Championnat           | Championnat | Championnat | Coupe(s) nationale(s) | Coupe(s) nationale(s) | Compétition(s) continentale(s) | Compétition(s) continentale(s) | Compétition(s) continentale(s) | Sélection    | Sélection | Sélection | Total | Total |
| Saison                | Club                  | Division              | M.          | B.          | M.                    | B.                    | Comp.                          | M.                             | B.                             | Équipe       | M.        | B.        | M.    | B.    |
| 2005-2006             | FC Porto B            | D3                    | 21          | 0           | -                     | -                     | -                              | 0                              | 0                              | Portugal U20 | 3         | 0         | 24    | 0     |
| Sous-total            | Sous-total            | Sous-total            | 21          | 0           | 0                     | 0                     | -                              | -                              | -                              | -            | 3         | 0         | 24    | 0     |
| 2006-2007             | AC Prato 1908         | D3                    | -           | -           | -                     | -                     | -                              | 0                              | 0                              | -            | 0         | 0         | 0     | 0     |
| 2007-2008             | AC Prato 1908         | D3                    | -           | -           | -                     | -                     | -                              | 0                              | 0                              | -            | 0         | 0         | 0     | 0     |
| Sous-total            | Sous-total            | Sous-total            | -           | -           | -                     | -                     | -                              | 0                              | 0                              | -            | 0         | 0         | 0     | 0     |
| 2007-2008             | FC Infesta            | D3                    | 10          | 1           | 0                     | 0                     | -                              | 0                              | 0                              | -            | 0         | 0         | 10    | 1     |
| Sous-total            | Sous-total            | Sous-total            | 10          | 1           | 0                     | 0                     | -                              | 0                              | 0                              | -            | 0         | 0         | 10    | 1     |
| 2008-2009             | CD Santa Clara        | D2                    | 29          | 0           | 6                     | 0                     | -                              | 0                              | 0                              | -            | 0         | 0         | 35    | 0     |
| 2009-2010             | CD Santa Clara        | D2                    | 30          | 1           | 7                     | 0                     | -                              | 0                              | 0                              | Portugal U23 | 1         | 0         | 38    | 1     |
| Sous-total            | Sous-total            | Sous-total            | 59          | 1           | 13                    | 0                     | -                              | 0                              | 0                              | -            | 1         | 0         | 73    | 1     |
| 2010-2011             | CD Trofense           | D2                    | 27          | 1           | 4                     | 0                     | -                              | 0                              | 0                              | Portugal U23 | 1         | 0         | 32    | 1     |
| Sous-total            | Sous-total            | Sous-total            | 27          | 1           | 4                     | 0                     | -                              | 0                              | 0                              | -            | 1         | 0         | 32    | 1     |
| 2011-2012             | Académica             | D1                    | 7           | 0           | 4                     | 0                     | -                              | 0                              | 0                              | -            | -         | -         | 11    | 0     |
| 2012-2013             | Académica             | D1                    | 17          | 0           | 6                     | 0                     | C3                             | 5                              | 0                              | -            | -         | -         | 28    | 0     |
| 2013-2014             | Académica             | D1                    | 7           | 0           | 1                     | 0                     | -                              | 0                              | 0                              | -            | -         | -         | 8     | 0     |
| Sous-total            | Sous-total            | Sous-total            | 31          | 0           | 11                    | 0                     | -                              | 5                              | 0                              | -            | 0         | 0         | 47    | 0     |
| 2014-2015             | Boavista FC           | D1                    | 22          | 0           | 5                     | 0                     | -                              | 0                              | 0                              | -            | -         | -         | 27    | 0     |
| Sous-total            | Sous-total            | Sous-total            | 22          | 0           | 5                     | 0                     | -                              | 0                              | 0                              | -            | 0         | 0         | 27    | 0     |
| 2015-2016             | CD Santa Clara        | D2                    | 7           | 0           | 1                     | 0                     | -                              | 0                              | 0                              | -            | -         | -         | 8     | 0     |
| Sous-total            | Sous-total            | Sous-total            | 7           | 0           | 1                     | 0                     | -                              | 0                              | 0                              | -            | 0         | 0         | 8     | 0     |
| Total sur la carrière | Total sur la carrière | Total sur la carrière | 177         | 3           | 34                    | 0                     | -                              | 5                              | 0                              | -            | 5         | 0         | 221   | 3     |

Statistiques actualisées le 2/10/2015

### Coupes continentales
| Date             | Club                 | Compétition  | Adversaire        | Résultat | Tps de jeu | Buts |
| ---------------- | -------------------- | ------------ | ----------------- | -------- | ---------- | ---- |
| 4 octobre 2012   | Académica de Coimbra | Ligue Europa | Hapoël Tel-Aviv   | 1-1      | 90         | 0    |
| 25 octobre 2012  | Académica de Coimbra | Ligue Europa | Atlético Madrid   | 2-1      | 90         | 0    |
| 8 novembre 2012  | Académica de Coimbra | Ligue Europa | Atlético Madrid   | 2-0      | 90         | 0    |
| 22 novembre 2012 | Académica de Coimbra | Ligue Europa | FC Viktoria Plzeň | 1-1      | 90         | 0    |
| 6 décembre 2012  | Académica de Coimbra | Ligue Europa | Hapoël Tel-Aviv   | 2-0      | 90         | 0    |

## Palmarès

### Avec lePortugal U-17
- Vainqueur du Championnat d'Europe des moins de 17 ans 2003 : 1 fois (2003).

### Avec l’Académica de Coimbra
- Vainqueur de la Coupe du Portugal : 1 fois (2011-2012) (ne joue pas la finale).

### Avec leFC Porto
- Champion du Portugal de football U-17 : 1 fois (2002-03).